# Cyrille Carré
Cyrille Carré (Auxerre, 11 de mayo de 1984) es un deportista francés que compite en piragüismo en la modalidad de aguas tranquilas.
Ganó tres medallas en el Campeonato Mundial de Piragüismo entre los años 2007 y 2019, y tres medallas en el Campeonato Europeo de Piragüismo entre los años 2007 y 2024.
En los Juegos Europeos de Bakú 2015 consiguió una medalla de bronce en la prueba de K1 5000 m. Participó en tres Juegos Olímpicos de Verano, entre los años 2008 y 2016, ocupando el sexto lugar en Pekín 2008 (K2 1000 m) y el séptimo en Río de Janeiro 2016 (K4 1000 m).
En la modalidad de maratón, obtuvo tres medallas en el Campeonato Mundial entre los años 2013 y 2021, y tres medallas en el Campeonato Europeo entre los años 2009 y 2021.

## Palmarés internacional
| Campeonato Mundial | Campeonato Mundial   | Campeonato Mundial | Campeonato Mundial |
| Año                | Lugar                | Medalla            | Competición        |
| ------------------ | -------------------- | ------------------ | ------------------ |
| 2007               | Duisburgo (Alemania) | Medalla de oro     | K2 1000 m          |
| 2014               | Moscú (Rusia)        | Medalla de bronce  | K1 5000 m          |
| 2019               | Szeged (Hungría)     | Medalla de bronce  | K2 1000 m          |
| Juegos Europeos    |                      |                    |                    |
| Año                | Lugar                | Medalla            | Competición        |
| 2015               | Bakú (Azerbaiyán)    | Medalla de bronce  | K1 5000 m          |
| Campeonato Europeo |                      |                    |                    |
| Año                | Lugar                | Medalla            | Competición        |
| 2007               | Pontevedra (España)  | Medalla de bronce  | K2 1000 m          |
| 2008               | Milán (Italia)       | Medalla de bronce  | K2 1000 m          |
| 2024               | Szeged (Hungría)     | Medalla de bronce  | K2 1000 m          |

| Campeonato Mundial | Campeonato Mundial     | Campeonato Mundial | Campeonato Mundial |
| Año                | Lugar                  | Medalla            | Competición        |
| ------------------ | ---------------------- | ------------------ | ------------------ |
| 2013               | Copenhague (Dinamarca) | Medalla de bronce  | K1                 |
| 2019               | Shaoxing (China)       | Medalla de oro     | K1 (DC)            |
| 2021               | Pitești (Rumania)      | Medalla de bronce  | K2                 |
| Campeonato Europeo |                        |                    |                    |
| Año                | Lugar                  | Medalla            | Competición        |
| 2009               | Ostróda (Polonia)      | Medalla de bronce  | K1                 |
| 2019               | Decize (Francia)       | Medalla de oro     | K1 (DC)            |
| 2021               | Moscú (Rusia)          | Medalla de plata   | K1                 |